# 1875 Neruda
1875 Neruda eller 1969 QQ är en asteroid i huvudbältet som upptäcktes den 22 augusti 1969 av den tjeckiske astronomen Luboš Kohoutek vid Bergedorf-observatoriet. Den har fått sitt namn efter författaren Jan Neruda.
Asteroiden har en diameter på ungefär 19 kilometer.